# Teresa Aveleyra Sadowska
Teresa Aveleyra Arroyo de Anda (Ciudad de México, 7 de marzo de 1920-íbid., 3 de marzo de 2011), conocida como Teresa Aveleyra Sadowska, fue una escritora y crítica literaria mexicana.

## Biografía
Estudió la carrera de Letras Españolas en la Facultad de Filosofía y Letras de la Universidad Nacional Autónoma de México. Más tarde, continuó sus estudios de literatura en la Universidad de La Sorbona, la Universidad de Perugia y la Universidad de Varsovia y regresó a completar sus estudios de posgrado en la UNAM.
En el terreno profesional, se dedicó a la teoría y crítica literaria, tomando como objetos predilectos la obra de Miguel de Cervantes y Agatha Christie. Fue profesora e investigadora de El Colegio de México y profesora de literatura española en la Universidad de Varsovia. En 1962, obtuvo el Premio del II Concurso Literario Cervantes otorgado por el ITESM por su obra El humorismo de Cervantes en sus obras menores. También ejerció la escritura creativa y publicó diversas obras en los géneros del cuento, el verso y la novela.

## Obras
Además de gran cantidad de artículos dispersos en revistas y periódicos, escribió:
- 1962	Pueblo Limpio, cuentos de la montaña.México, Costa Amic
- 1963	El humorismo de Cervantes en sus obras menores.México ITESM
- 1966	Al viento submarino, libro del mar por dentro.México, ITESM
- 1967	Cervantes humorista.México, UNAM, Instituto de Investigaciones Filológicas
- 1970	Autobiografía sentimental de Alonso Quijano. México, ITESM
- 1971	John J. Allen. Don Quijote: hero or fool? a study in narrative technique. Grainesville, Fla. : University of Florida Press. 99 p. (University of Florida monographs, Humanities, 29)
- 1973	Un hombre llamado Sancho Panza. México, El Colegio de México
- 1974	Algo sobre las criaturas de Juan Benet
- 1977	El erotismo de Don Quijote
- 1981	Crónica del viaje futuro. Carta a mi madre. México, Joaquín Mortiz.
- 1982	Cartas de Polonia. México, Miguel Ángel Porrúa
- 1986	De Edipo al niño divino: algo sobre el difícil diálogo entre literatura y psicoanálisis. México, Colegio de México, Centro de Estudios Lingüísticos y Literarios. (Serie Estudios de lingüística y literatura).
- 1986	Pájaro de duelo
- 1990	Hasta la tercera y cuarta generación. México, Joaquín Mortiz
- 2001	Cuentos de dichos y hechos. México, Ediciones del Ermitaño/Solar Ediciones (Minimalia)
- 2001	El secreto de lady Lucy: el caso Agatha Christie. México, Ediciones El Ermitaño
- 2001	Mi cuervo azul. México, Ediciones del Ermitaño/Solar Ediciones (Minimalia),
- 2001	Cabo y rabo, México, Ediciones del Ermitaño/Solar Ediciones (Minimalia)
- 2001 Pasos por el mundo. México, Ediciones del Ermitaño/Solar Ediciones (Minimalia)
- 2002	Carne de bóiler. México, Ediciones El Ermitaño